# Dothan (microprocessore)
Il progetto Dothan riprende ed amplia significativamente le idee alla base del successo del processore Banias, ovvero il capostipite della famiglia di processori Pentium M sviluppata da Intel specificatamente per il settore mobile e parte integrante della piattaforma Centrino.

## Caratteristiche tecniche

### Processo produttivo

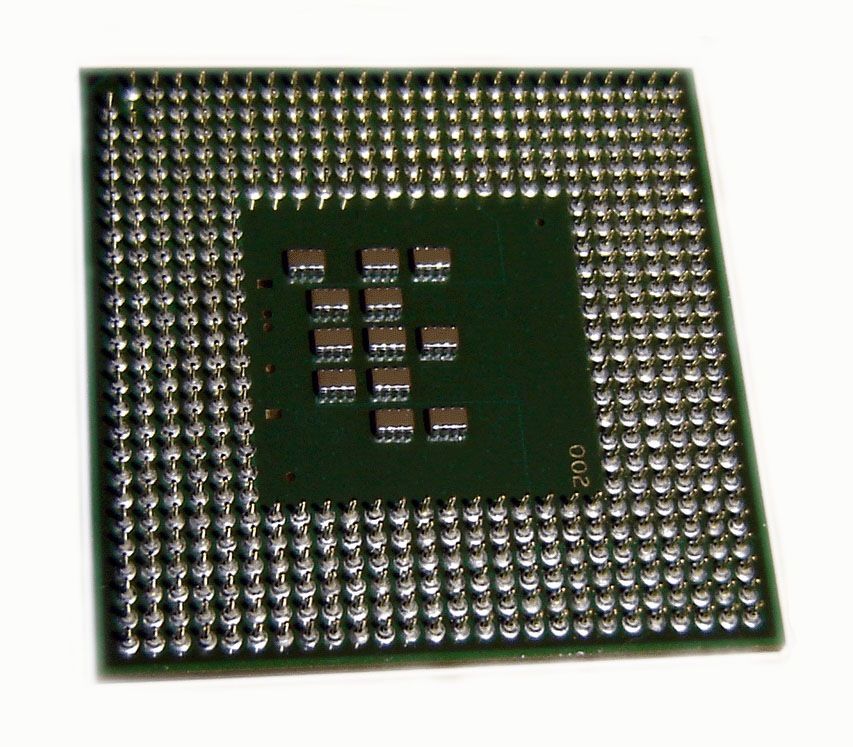
Pedinatura di un Pentium M 730 core Dothan

Su tutte le innovazioni spiccano l'aggiunta di 1 MB di Cache L2 (che porta il numero di transistor a 140 milioni) e il nuovo processo produttivo a 90 nm.
Pur implementando quasi il doppio dei transistor del predecessore, Dothan mantiene dimensioni paragonabili a quelle di Banias e continua ad utilizzare lo stesso Socket 479.
Il 2 febbraio 2004 Intel ha introdotto il processo produttivo a 90 nm nel mercato Desktop dei suoi processori grazie all'introduzione del Pentium 4 basato su core Prescott e, successivamente, ha ampliato la schiera dei nuovi prodotti con il debutto anche nel segmento mobile attraverso Dothan.

### I vantaggi del nuovo processo produttivo
Il nuovo processo di produzione consentì di ottimizzare la resa di ogni wafer, abbassando così i costi di produzione, e infatti, proprio in quest'ottica, Intel decise di adottare nuovi wafer da 300 mm di diametro che andarono a sostituire i precedenti (che presentavano una superficie utile relativa pari a circa il 40% dei nuovi wafer).
Semplificando, la misura cui il processo produttivo faceva riferimento, (130 nm per la precedente generazione di integrati, 90 nm per la nuova), dava un'indicazione della grandezza del gate di un transistor. Diminuendo le dimensioni di ogni singolo transistor fu possibile guadagnare prezioso spazio, da riutilizzare per l'implementazione di nuove unità (o magari per l'allargamento di altre già presenti, come nel caso della cache). Il processo di riduzione delle dimensioni prese il nome di "shrink". Dal momento che tale operazione interessava tutti i transistor che componevano il die, gli ingegneri si riferiscono a questo tipo di interventi con il termine "die shrink". Come Intel si affrettò però a precisare, Dothan non fu soltanto un "die shrink" del precedente progetto Banias.

### Evoluzione di Dothan
Nella sua prima introduzione a metà 2004, Dothan adottava lo stesso bus di Banias pari a 400 MHz e veniva semplicemente inserito al posto di Banias nei notebook appartenenti alla prima generazione della famiglia Centrino, conosciuta con il nome in codice di Carmel.
Successivamente, il 19 gennaio 2005, Intel ha messo in commercio anche il chipset i915PM/GM/GML chiamato in codice fino a quel momento Alviso, e il modulo Wi-Fi di seconda generazione Calexico 2.
Rinnovata nei 3 componenti principali, l'intera piattaforma Centrino è passata da Carmel a Sonoma che tra le varie caratteristiche supporta un FSB per il processore di 533 MHz, BUS di interconnessione PCI Express e memorie RAM di tipo DDR2.
Il 28 luglio 2005 è stata introdotta la versione più potente, a 2,26 GHz con bus a 533 MHz. Il processore opera ad un voltaggio massimo di 1,37 volt, ma in modalità batteria è in grado di abbassare la tensione a 0,99 volt e la frequenza di clock a 800 MHz. Il consumo energetico massimo del Pentium M 780 è di 28 watt, dunque lievemente superiore ai 27 watt dei suoi diretti predecessori. Il prezzo del chip per ordini di 1.000 unità è di 637 dollari.

### Tecnologie implementate
A parte il nuovo processo produttivo e il raddoppio della cache L2, Dothan non ha introdotto altre migliorie significative rispetto al proprio predecessore. Eredita dunque da Banias il supporto alle istruzioni MMX, SSE ed SSE2 mentre non include le SSE3, introdotte da Intel con il processore Pentium 4 Prescott, né la tecnologia Hyper-Threading o le estensioni EM64T.

## Le versioni a più basso consumo
Ai dispositivi che richiedono invece maggiore autonomia, Intel propone il nuovo Pentium M Low Voltage 778, che consuma solo 10 watt e gira ad una frequenza di 1,6 GHz. Anche questo modello è equipaggiato con 2 MB di cache L2 ma, rispetto alle versioni con voltaggio standard, supporta un FSB a 400 MHz. Il prezzo del processore è di 284 dollari.

## Modelli
La tabella seguente mostra i modelli di Pentium M, basati sul core Dothan, arrivati sul mercato. Molti di questi condividono caratteristiche comuni pur essendo basati su core diversi; per questo motivo, allo scopo di rendere maggiormente evidenti tali affinità e "alleggerire" la visualizzazione, alcune colonne mostrano un valore comune a più righe. Di seguito anche una legenda dei termini (alcuni abbreviati) usati per l'intestazione delle colonne:
- Nome Commerciale: si intende il nome con cui è stato immesso in commercio quel particolare esemplare.
- Data: si intende la data di immissione sul mercato di quel particolare esemplare
- Socket: lo "zoccolo" della scheda madre in cui viene inserito il processore. In questo caso il numero rappresenta oltre al nome anche il numero dei pin di contatto.
- Clock: la frequenza di funzionamento del processore.
- Molt.: sta per "Moltiplicatore" ovvero il fattore di moltiplicazione per il quale bisogna moltiplicare la frequenza di bus per ottenere la frequenza del processore.
- Pr.Prod.: sta per "Processo produttivo" e indica tipicamente la dimensione dei gate dei transistor (180 nm, 130 nm, 90 nm).
- Voltag.: sta per "voltaggio" e indica la tensione di alimentazione del processore.
- Watt: si intende il consumo massimo di quel particolare esemplare.
- Bus: frequenza del bus di sistema.
- Cache: dimensione delle cache di 1º e 2º livello.
- XD: sta per XD-bit e indica l'implementazione della tecnologia di sicurezza che evita l'esecuzione di codice malevolo sul computer.
- EM64T: implementazione della tecnologia a 64 bit di Intel.
- HT: sta per "Hyper-Threading" e indica l'implementazione della esclusiva tecnologia Intel che consente al sistema operativo di vedere 2 core logici.
- EIST: sta per "Enhanced SpeedStep Technology" ovvero la tecnologia di risparmio energetico sviluppata da Intel e inserita negli ultimi Pentium M per contenere il consumo massimo.
- VT: sta per "Vanderpool Technology", la tecnologia di virtualizzazione che rende possibile l'esecuzione simultanea di più sistemi operativi differenti contemporaneamente.

| Nome Commerciale    | Data        | Socket | Clock     | Molt. | Pr.Prod.       | Voltag.         | Watt | Bus     | Cache          | XD | EM64T | HT | EIST | VT |
| ------------------- | ----------- | ------ | --------- | ----- | -------------- | --------------- | ---- | ------- | -------------- | -- | ----- | -- | ---- | -- |
| Pentium M 715       | 23/giu/2004 | 479    | 1.5 GHz   | 15x   | 90 nm 140 mil. | 1,340 V 0,988 V | 21 W | 400 MHz | L1=64KB L2=2MB | No | No    | No | Sì   | No |
| Pentium M 725       | 23/giu/2004 | 479    | 1.6 GHz   | 16x   | 90 nm 140 mil. | 1,340 V 0,988 V | 21 W | 400 MHz | L1=64KB L2=2MB | No | No    | No | Sì   | No |
| Pentium M 735       | 10/mag/2004 | 479    | 1.7 GHz   | 17x   | 90 nm 140 mil. | 1,340 V 0,988 V | 21 W | 400 MHz | L1=64KB L2=2MB | No | No    | No | Sì   | No |
| Pentium M 745       | 10/mag/2004 | 479    | 1.8 GHz   | 18x   | 90 nm 140 mil. | 1,340 V 0,988 V | 21 W | 400 MHz | L1=64KB L2=2MB | No | No    | No | Sì   | No |
| Pentium M 755       | 10/mag/2004 | 479    | 2.0 GHz   | 20x   | 90 nm 140 mil. | 1,340 V 0,988 V | 21 W | 400 MHz | L1=64KB L2=2MB | No | No    | No | Sì   | No |
| Pentium M 765       | 20/ott/2004 | 479    | 2.1 GHz   | 21x   | 90 nm 140 mil. | 1,340 V 0,988 V | 21 W | 400 MHz | L1=64KB L2=2MB | No | No    | No | Sì   | No |
| Pentium M 730       | 19/gen/2005 | 479    | 1.6 GHz   | 12x   | 90 nm 140 mil. | 1,372 V 0,988 V | 27 W | 533 MHz | L1=64KB L2=2MB | Sì | No    | No | Sì   | No |
| Pentium M 740       | 19/gen/2005 | 479    | 1.73 GHz  | 13x   | 90 nm 140 mil. | 1,372 V 0,988 V | 27 W | 533 MHz | L1=64KB L2=2MB | Sì | No    | No | Sì   | No |
| Pentium M 750       | 19/gen/2005 | 479    | 1.86 GHz  | 14x   | 90 nm 140 mil. | 1,372 V 0,988 V | 27 W | 533 MHz | L1=64KB L2=2MB | Sì | No    | No | Sì   | No |
| Pentium M 760       | 19/gen/2005 | 479    | 2.0 GHz   | 15x   | 90 nm 140 mil. | 1,372 V 0,988 V | 27 W | 533 MHz | L1=64KB L2=2MB | Sì | No    | No | Sì   | No |
| Pentium M 770       | 19/gen/2005 | 479    | 2.133 GHz | 16x   | 90 nm 140 mil. | 1,372 V 0,988 V | 27 W | 533 MHz | L1=64KB L2=2MB | Sì | No    | No | Sì   | No |
| Pentium M 780       | 28/lug/2005 | 479    | 2.26 GHz  | 17x   | 90 nm 140 mil. | 1,372 V 0,988 V | 28 W | 533 MHz | L1=64KB L2=2MB | Sì | No    | No | Sì   | No |
| Pentium M LV 738    | 20/lug/2004 | 479    | 1.4 GHz   | 14x   | 90 nm 140 mil. | 1,116 V 0,988 V | 10 W | 400 MHz | L1=64KB L2=2MB | No | No    | No | Sì   | No |
| Pentium M LV 758    | 19/gen/2005 | 479    | 1.5 GHz   | 15x   | 90 nm 140 mil. | 1,116 V 0,988 V | 10 W | 400 MHz | L1=64KB L2=2MB | Sì | No    | No | Sì   | No |
| Pentium M LV 778    | 28/lug/2005 | 479    | 1.6 GHz   | 16x   | 90 nm 140 mil. | 1,116 V 0,988 V | 10 W | 400 MHz | L1=64KB L2=2MB | Sì | No    | No | Sì   | No |
| Pentium M ULV 723   | 20/lug/2004 | 479    | 1.0 GHz   | 10x   | 90 nm 140 mil. | 0,940 V 0,812 V | 5 W  | 400 MHz | L1=64KB L2=2MB | No | No    | No | Sì   | No |
| Pentium M ULV 733   | 20/lug/2004 | 479    | 1.1 GHz   | 11x   | 90 nm 140 mil. | 0,940 V 0,812 V | 5 W  | 400 MHz | L1=64KB L2=2MB | No | No    | No | Sì   | No |
| Pentium M ULV 733 J | N.A.        | 479    | 1.1 GHz   | 11x   | 90 nm 140 mil. | 0,940 V 0,812 V | 5 W  | 400 MHz | L1=64KB L2=2MB | Sì | No    | No | Sì   | No |
| Pentium M ULV 753   | 19/gen/2005 | 479    | 1.2 GHz   | 12x   | 90 nm 140 mil. | 0,940 V 0,812 V | 5 W  | 400 MHz | L1=64KB L2=2MB | Sì | No    | No | Sì   | No |

Nota: la tabella soprastante è un estratto di quella completa contenuta nella pagina del Pentium M.

## Il successore
Il successore di Dothan sarà Yonah, primo chip mobile dual core atteso per i primi mesi del 2006 che andrà a costituire la futura piattaforma Napa.